# Švábovce
Švábovce es un municipio del distrito de Poprad en la región de Prešov, Eslovaquia, con una población estimada a final del año 2024 de 1670 habitantes.
Se encuentra ubicado al oeste de la región, cerca del río Poprad (cuenca hidrográfica del río Vístula) y de la frontera con la región de Žilina.

## Demografía
| Año        | 1994 | 2004     | 2014     | 2024     |
| ---------- | ---- | -------- | -------- | -------- |
| Población  | 929  | 1081     | 1431     | 1670     |
| Diferencia |      | +16,36 % | +32,37 % | +16,70 % |

| Año        | 2023 | 2024    |
| ---------- | ---- | ------- |
| Población  | 1643 | 1670    |
| Diferencia |      | +1,64 % |